# Вудфилд (Јужна Каролина)
Вудфилд (енгл. Woodfield) насељено је место без административног статуса у америчкој савезној држави Јужна Каролина.

## Демографија
По попису из 2010. године број становника је 9.303, што је 65 (0,7%) становника више него 2000. године.
| Група             | 2000.         | 2010.         |
| Белци             | 3.372 (36,5%) | 2.246 (24,1%) |
| Афроамериканци    | 4.461 (48,3%) | 4.786 (51,4%) |
| Азијати           | 431 (4,7%)    | 292 (3,1%)    |
| Хиспаноамериканци | 782 (8,5%)    | 1.800 (19,3%) |
| Укупно            | 9.238         | 9.303         |